# Cantone dei cavalieri di Rhön-Werra

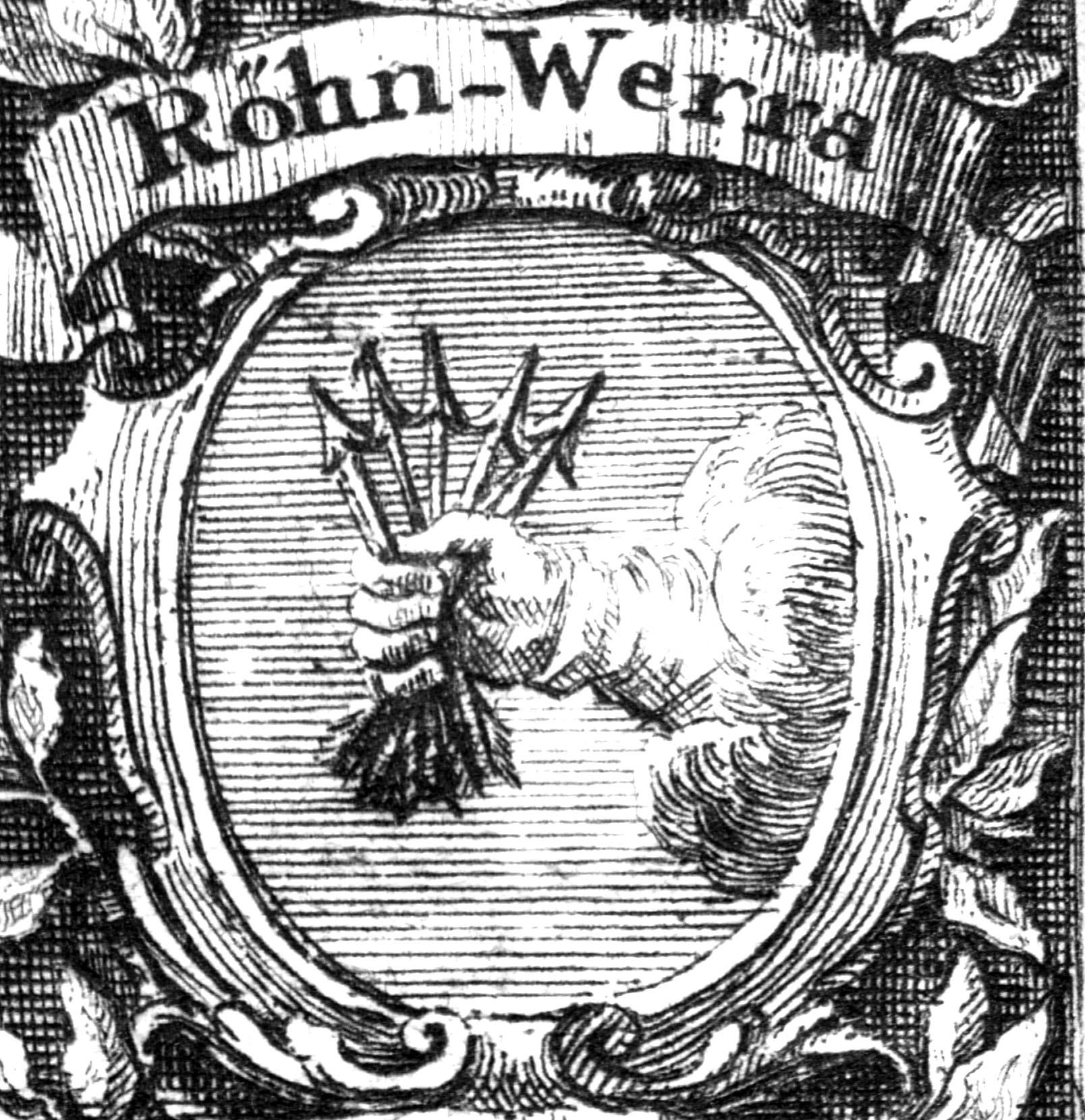
Stemma del cantone dei cavalieri di Rhön-Werra nel Codex diplomaticus equestris cum continuatione del 1721

Il cantone dei cavalieri di Rhön-Werra (tedesco: Ritterkanton Rhön-Werra) fu un circolo di cavalieri del Sacro Romano Impero appartenente al Circolo dei cavalieri della Franconia.

## Confini
L'area del cantone di Rhön-Werra si estendeva nell'area delle catene montuose dei Rhon e dei Werra, nell'odierna Bassa Franconia, nella Turingia meridionale, nell'Assia orientale e nell'Alta Franconia.

## Storia
Il cantone dei cavalieri di Rhön-Werra venne creato a partire dalla metà del XVI secolo in Germania, in Franconia. Esso aveva sede nella città di Schweinfurt, dove si trovava la Ritterhaus. Era suddiviso nei quartieri di Buchau (Buchisches Quarter, associato al cantone dal 1656), Henneberg (Hennebergisches Quarter), Meno (Mainquarter) e Saal (Saal Quarter).
Il circolo venne chiuso col crollo del Sacro Romano Impero, la mediatizzazione degli stati principeschi e la soppressione infine dei circoli cavallereschi il 16 agosto 1806.

## Cavalieri imperiali del cantone di Rhön-Werra
- Bastheim 1520, 1529
- Berg 1520, 1529
- Baroni von Bibra auf Adelsdorf, Bibra, Gleicherwiesen, Höchheim, Irmelshausen, Mühlfeld, und Schnabelwaid-Weisendorf 1520, 1529
- Brende auf Burg Salzburg 1520
- Buttlar 1520, 1529
- Diemar 1520, 1529
- Ebersberg 1520, 1529
- Eberstein 1529
- Erthal 1520, 1529
- Forstmeister von Lebenhan auf Burg Salzburg 1520, 1529
- Fuchs 1520
- Fuchsstadt 1529
- Signori von Gebsattel auf Sondheim und Lebenhan
- Gnottstadt 1520, 1529
- Grumbach 1520, 1529
- Haberkorn 1520, 1529
- Hahnsberg 1520, 1529
- Helbe 1520
- Herbilstadt 1520, 1529
- Heßler 1520
- Hutten 1520, 1529
- Von der Kere 1520, 1529
- Masbach 1520, 1529
- Milz 1520, 1529
- Signori di Münster auf Niederwehren 1520, 1529
- Narb 1529
- Reinstein 1529
- Roßdorf 1520
- Rumrodt 1529
- Russworm
- Sant 1529
- Schaumberg 1529
- Schenk von Roßberg 1520, 1529
- Schleten 1520, 1529
- Schlitz 1529
- Schneeberg 1529
- Schott von Schottenstein 1520
- Schwegerer 1520, 1529
- Speßhardt 1520
- Stein 1520, 1529
- Steinau 1520, 1529
- Stiebar 1520
- Baroni von und zu der Tann (Von der Thann) auf Ostheim 1520, 1529
- Herren von und zu Thungern auf Zeitlofs 1520, 1529
- Tottenheim 1520
- Truchseß von Wetzhausen 1520, 1529
- Voit von Rieneck 1520, 1529
- Voit von Salzburg 1520, 1529
- Wechmar 1520, 1529
- Wenckheim 1529
- Wiesenfeld 1520, 1529
- Wolf von Karsbach 1520
- Zobel 1529
- Zollner von Birkenfeld 1520, 1529
- Zufraß 1520